# 勝負の花道
「勝負の花道」（しょうぶのはなみち）は、氷川きよしの33枚目のシングル。2018年1月30日に日本コロムビアから発売された。

## 概要
- 当初はA-Cタイプのみの販売であったが、2018年8月21日にはD-Fタイプも発売[3]。
- 2018年11月27日には恒例のクリスマススペシャルコンサートに向け、各タイプカップリングにオリジナルのクリスマスソングを収録したG-Iタイプも発売されている[4]。
- G-Iタイプ、各タイプカップリングのクリスマスソングは2019年12月18日配信シングルとしてリリースされた[5]。

## 収録曲

### Aタイプ
1. 勝負の花道
  - 作詩 : 朝倉翔／作曲 : 四方章人／編曲 : 石倉重信
2. 柔道(やわらみち)
  - 作詩 : 原文彦／作曲 : 宮下健治／編曲 : 丸山雅仁
3. 勝負の花道 　（オリジナル・カラオケ）
4. 柔道(やわらみち)　（オリジナル・カラオケ）
5. 勝負の花道（ 半音下げオリジナル・カラオケ）
6. 勝負の花道（ 半音下げオリジナル・カラオケ ガイドメロ入り）
7. 柔道(やわらみち)（ 半音下げオリジナル・カラオケ）
8. 勝負の花道（ 1.5コーラスオリジナル・カラオケ）
9. 勝負の花道（ 半音下げ1.5コーラスオリジナル・カラオケ）

### Bタイプ
1. 勝負の花道
  - 作詩:朝倉翔／作曲:四方章人／編曲:石倉重信
2. 恋次郎旅姿
  - 作詞：仁井谷俊也／作曲：宮下健治／編曲：伊戸のりお
3. 勝負の花道（オリジナル・カラオケ）
4. 恋次郎旅姿（ オリジナル・カラオケ）
5. 勝負の花道（ 半音下げオリジナル・カラオケ）
6. 勝負の花道（ 半音下げオリジナル・カラオケ ガイドメロ入り）
7. 恋次郎旅姿（ 半音下げオリジナル・カラオケ）
8. 勝負の花道（ 1.5コーラスオリジナル・カラオケ）
9. 勝負の花道（ 半音下げ1.5コーラスオリジナル・カラオケ）

### Cタイプ
1. 勝負の花道
  - 作詩:朝倉翔／作曲:四方章人／編曲:石倉重信
2. 俺ら江戸っ子 浅太郎
  - 作詞：原文彦／作曲：四方章人／編曲：石倉重信
3. 勝負の花道（ オリジナル・カラオケ）
4. 俺ら江戸っ子 浅太郎（ オリジナル・カラオケ）
5. 勝負の花道（ 半音下げオリジナル・カラオケ）
6. 勝負の花道（ 半音下げオリジナル・カラオケ ガイドメロ入り）
7. 俺ら江戸っ子 浅太郎（ 半音下げオリジナル・カラオケ）
8. 勝負の花道（1.5コーラスオリジナル・カラオケ）
9. 勝負の花道（半音下げ1.5コーラスオリジナル・カラオケ）

### Dタイプ 演歌
出典→
1. 勝負の花道　[3:58]
  - 作詩：朝倉翔／作曲：四方章人／編曲：石倉重信
2. 男の峠　[4:40]
  - 作詞：原文彦／作曲：宮下健治／編曲：丸山雅仁
3. 勝負の花道〜ビクトリー　[3:49]
  - 作詩：朝倉翔／作曲：四方章人／編曲：伊戸のりお
4. 勝負の花道（ オリジナル・カラオケ）　[3:58]
5. 男の峠（オリジナル・カラオケ）　[4:40]
6. 勝負の花道〜ビクトリー（オリジナル・カラオケ）　[3:49]
7. 勝負の花道（半音下げオリジナル・カラオケ）　[3:58]
8. 勝負の花道（ 半音下げオリジナル・カラオケ ガイドメロディ入り）　[3:58]
9. 男の峠（半音下げオリジナル・カラオケ）　[4:37]

### Eタイプ バラード
出典→
1. 勝負の花道　[3:58]
  - 作詩:朝倉翔／作曲:四方章人／編曲:石倉重信
2. 幻(まぼろし)
  - 作詩：chalaza／作曲：chalaza／編曲：野中“まさ”雄一
3. 勝負の花道〜ビクトリー　[3:49]
  - 作詩:朝倉翔／作曲:四方章人／編曲:伊戸のりお
4. 勝負の花道（ オリジナル・カラオケ）　[3:58]
5. 幻（ オリジナル・カラオケ）
6. 勝負の花道〜ビクトリー（ オリジナル・カラオケ）　[3:49]
7. 勝負の花道（ 半音下げオリジナル・カラオケ）
8. 勝負の花道（ 半音下げオリジナル・カラオケ ガイドメロディ入り）
9. 幻（ 半音下げオリジナル・カラオケ）

### Fタイプ ポップス
出典→
1. 勝負の花道　[3:58]

作詩：朝倉翔／作曲：四方章人／編曲：石倉重信
1. 栄光のゴール　[4:46]
  - 作詩：仁井谷俊也／作曲：平義隆／編曲：内田敏夫
2. 勝負の花道〜ビクトリー
  - 作詩：朝倉翔／作曲：四方章人／編曲：伊戸のりお
3. 勝負の花道（ オリジナル・カラオケ）　[3:58]
4. 栄光のゴール（ オリジナル・カラオケ）　[4:46]
5. 勝負の花道〜ビクトリー（オリジナル・カラオケ）　 [3:49]
6. 勝負の花道（ 半音下げオリジナル・カラオケ）　[3:58]
7. 勝負の花道（ 半音下げオリジナル・カラオケ ガイドメロディ入り）　[3:58]
8. 栄光のゴール（ 半音下げオリジナル・カラオケ）　[4:43]

### Gタイプ Good Night盤
出典→
1. 勝負の花道　[3:58]
作詩：朝倉翔／作曲：四方章人／編曲：石倉重信
2. 君に逢いたいXmas　[4:54]
作詞・作曲：田村信二／編曲：Funta7
3. 聖夜の奇跡　[4:46]
作詞：仲智唯／作曲・編曲：野中“まさ”雄一
4. 勝負の花道〜オーケストラ　[4:09]
作詩：朝倉翔／作曲:四方章人／編曲:伊戸のりお
5. 勝負の花道（ オリジナル・カラオケ）　[3:58]
6. 君に逢いたいXmas（ オリジナル・カラオケ）　[4:54]
7. 聖夜の奇跡（ オリジナル・カラオケ）　[4:46]
8. 君に逢いたいXmas（半音下げオリジナル・カラオケ）　[4:53]
9. 聖夜の奇跡（ 半音下げオリジナル・カラオケ）　[4:42]

### Hタイプ Holy Night盤
出典→
1. 勝負の花道　[3:58]
作詩：朝倉翔／作曲：四方章人／編曲：石倉重信
2. SILENT NIGHT　[4:37]
作詩・作曲・編曲：Taku TANAKA
3. 聖夜の奇跡(Jazz Ver.)　[4:43]
作詞：仲智唯／作曲・編曲：野中“まさ”雄一
4. 勝負の花道〜オーケストラ　[4:09]
作詩：朝倉翔　作曲：四方章人編曲：伊戸のりお
5. 勝負の花道（ オリジナル・カラオケ）　[3:58]
6. SILENT NIGHT（ オリジナル・カラオケ）　[4:37]
7. 聖夜の奇跡(Jazz Ver.)（ オリジナル・カラオケ）　[4:43]
8. SILENT NIGHT（半音下げオリジナル・カラオケ）　[4:37]
9. 聖夜の奇跡(Jazz Ver.)（ 半音下げオリジナル・カラオケ）　[4:40]

### Iタイプ I Wish盤
出典→
1. 勝負の花道　[3:58]
作詩：朝倉翔／作曲：四方章人／編曲：石倉重信
2. オモイデノカケラ　[5:29]
作詞・作曲：武田城以／編曲：岩田賢治
3. 聖夜の奇跡(クリスタル Ver.)　[4:45]
作詩：仲智唯／作曲・編曲：野中“まさ”雄一
4. 勝負の花道〜オーケストラ　[4:09]
作詩：朝倉翔／作曲：四方章人／編曲：伊戸のりお
5. 勝負の花道 (オリジナル・カラオケ)　[3:58]
6. オモイデノカケラ (オリジナル・カラオケ)　[5:29]
7. 聖夜の奇跡(クリスタル Ver.) (オリジナル・カラオケ)　[4:45]
8. オモイデノカケラ (半音下げオリジナル・カラオケ) 　[5:29]
9. 聖夜の奇跡(クリスタル Ver.) (半音下げオリジナル・カラオケ)　[4:41]